# NGC 4023
NGC 4023 este o emission-line galaxy⁠(d) situată în constelația Părul Berenicei. A fost descoperită în 26 aprilie 1878 de către John Dreyer.